# واسپ (شخصیت کمیک)
واسپ یا زنبورک (به انگلیسی: Wasp) با نام اصلی جنت ون داین، یک شخصیت خیالی ابرقهرمان در کتاب‌های کامیک منتشر شده از مارول کامیکس و یکی از بنیان‌گذاران گروه انتقام‌جویان می‌باشد. او توسط استن لی و جک کربی برای اولین بار در قصه‌های متعجب ساز شماره ۴۴ام (ژوئن ۱۹۶۳) خلق شد. او که بعضی اوقات «زنبور پیروز» نامیده می‌شود، می‌تواند خود را حتی به اندازهٔ چندین سانتی‌متر کوچک کرده، بال درآورد و انفجارهای انرژی زرد رنگی را از خود درست کند.
بر اساس رده‌بندی ۱۰۰ قهرمان برتر کتاب‌های کامیک آی‌جی‌ان در سال ۲۰۱۱، رتبهٔ ۹۹ام متعلق به زنبورک می‌باشد. وی همچنین در راهنمای خریداران کامیک رتبهٔ ۹۴ام را در لیست «۱۰۰ زن جذاب در کامیک» بدست آورده‌است.